# Río Miaria
Der Río Miaria ist ein 68 km langer linker Nebenfluss des Río Urubamba in den östlichen Voranden in Südzentral-Peru. Er verläuft innerhalb der Provinz La Convención der Region Cusco.

## Flusslauf
Der Río Miaria entspringt in einem nördlichen Ausläufer der nördlichen Cordillera Vilcabamba im Nordwesten des Distrikts Megantoni auf einer Höhe von etwa 700 m. Der Río Miaria fließt anfangs 9 km nach Nordosten. Anschließend wendet sich der Fluss nach Osten. Er mündet schließlich unterhalb der Eingeborenen-Siedlung Miaria auf einer Höhe von etwa 284 m in den nach Norden strömenden Río Urubamba.

## Einzugsgebiet
Der Río Miaria entwässert ein Areal von etwa 230 km² im äußersten Nordwesten des Distrikts Megantoni. Das im Mittel 5 km breite Einzugsgebiet des Río Miaria verläuft annähernd in Ost-West-Richtung. Das Gebiet ist überwiegend mit tropischem Regenwald bedeckt. Das Einzugsgebiet des Río Miaria grenzt im Süden an das Einzugsgebiet des Río Sensa, im Nordwesten an das des Río Sepa sowie im Norden an das des abstrom gelegenen Río Urubamba.

## Ökologie
Das Quellgebiet des Río Miaria liegt im Schutzgebiet Reserva Comunal Machiguenga.